# Frederik Frølund
Caspar Frederik Sophus Frølund (født 20. maj 1806 i Sorø, død 6. november 1882 i København) var en dansk pædagog.
- Lærereksamen fra Jonstrup Seminarium i 1827.
- Cand. theol.
- Inspektør ved Christianshavns Borgerskole.

Frølund var medlem af Den Grundlovgivende Rigsforsamling valgt i Sorø Amts 3. distrikt (Holløse Mølle). Han var medlem af Folketinget 1849-1858 valgt i Sorø Amts 5. valgkreds (Fuglebjergkredsen) og 1866-1872 valgt i Præstø Amts 4. valgkreds (Præstøkredsen). Han var medlem af Landstinget 1859-1866.